# 山崩し
山崩し（やまくずし）は「山」を削る遊びの総称。同じ呼称で形態の異なる遊びが複数存在する。

## 砂山を使った山崩し
棒倒しとも呼ばれる。屋外における子供の遊びとして広く知られている。

### ルール
- 機材 - 適当な砂地、適当な棒（旗を立てることもある）
- 人数 - 2人以上

1. じゃんけんなどの手段によって順番を決める。
2. 砂を盛った山の頂点に棒を差して立てる。
3. 砂山を両腕で囲い、立てられた棒を倒さないように砂を掠め取る。
4. 自分の順番のときに棒を倒してしまった者が負けとなる。

明確な勝ちの基準は無いが、一般的には敗者の直前に砂を取っていた者が勝者となることが多い。

### 考察
この遊びの肝は「どこまでなら砂を取っても棒が倒れないか」を見極めるところにある。
序盤は威勢良く砂を掻き込むことができるが、砂山が小さくなってくると倒れる危険性が次第に増してくるため、取る砂の量は自然と少なくなってくる。砂を取りさえすればルール上は問題ないので、ごく僅かに取って自分の順番をしのぐ戦術も可能である。逆に、危険を承知で敢えて大きく砂を取る勝負手が展開されることもある。
度胸を要するところ、限界を見誤ると負けとなるところなどがチキンレースに近しい要素が多い。また、この遊びは「砂と棒」をそれ以外の道具に置き換えることが容易で、これを利用したゲームがバラエティ番組においてよく見られる。

## 将棋の駒を使った山崩し
将棋崩しとも呼ばれる。子供が将棋に触れる機会は現代においても多く、特に学校においては将棋部が存在したり、教材として将棋の道具を置いているところも少なくない。将棋に比べてルールが単純なためか、推奨こそされないものの全国的に広く親しまれている。
詳しくは将棋崩しを参照。

## ネット検索山崩し
テレビ朝日の番組「虎の門」の企画として考案された遊びで、検索エンジンを利用する。

### ルール
- 機材 - インターネットを閲覧可能な環境の端末
- 人数 - 2人以上

1. じゃんけんなどの手段によって順番を決める。
2. 最初のキーワードを任意の検索エンジンで完全一致検索を行う。
3. 順番に検索するキーワードを述べてゆき、検索結果に該当するページ数を徐々に減らす。
4. 該当件数（ページ数）が1件のみになれば勝ちとなる。
5. 該当件数が減らなかった場合や、件数が0件になってしまった場合は負けとなる。

利用する検索エンジンや年齢制限など、環境によっては同じ語句でも該当件数が異なる場合が多い。そのため、参加者の中から任意の1名が親となって、検索を担当する係となることが望ましい。

### 例
以下、検索サイトを実際に利用した例。現在では違っている可能性もある。
- 基本的な流れ

1. 「"山崩し"」→ 約13,000件
2. 「"山崩し" "Wikipedia"」→ 約120件
3. 「"山崩し" "Wikipedia" "GFDL"」→ 約15件
4. 「"山崩し" "Wikipedia" "GFDL" "違反"」→ 約2件
5. 「"山崩し" "Wikipedia" "GFDL" "違反" "麻雀"」→ 約1件

この場合、「麻雀」というキーワードを出した者が勝者となる。
- 負けの例（該当なし）

1. 「"山崩し"」→ 約13,000件
2. 「"山崩し" "Wikipediya"」→ 該当なし

この場合、「Wikipediya」というキーワードを出した者が敗者、「山崩し」というキーワードを出した者が勝者となる。なお、わざと誤表記を使うことによって件数を絞り込む行為は、「虎の門」番組中においても使われているテクニックのひとつである。反面、上記のように即座に負ける危険性を孕んでいる。
- 負けの例（絞り込み失敗）

1. 「"山崩し"」→ 約13,000件
2. 「"山崩し" "Wikipedia"」→ 約120件
3. 「"山崩し" "Wikipedia" "GFDL"」→ 約15件
4. 「"山崩し" "Wikipedia" "GFDL" "違反"」→ 約2件
5. 「"山崩し" "Wikipedia" "GFDL" "違反" "を"」→ 約2件

「を」というキーワード追加したところ、前者から検索件数が減っていない。この場合、「を」というキーワードを出した者が敗者、「違反」というキーワードを出した者が勝者となる。稀な例として該当件数が増えることがあるが、これも同様に負けとなる。「虎の門」番組中においては、初期のルールではこの規定が無く、勝負が決まらないまま時間切れになってしまったケースがあり、現在のルールに改定されている。